# Йожеф Маткович
Йожеф Маткович (угор. Matkovich József) — угорський футболіст, що грав на позиції  нападника. Виступав за клуб «Ференцварош».

## Життєпис
Дебютував у складі «Ференцвароша» на початку 1920 року. Розпочинав як лівий нападник, але з часом перейшов у лінію півзахисту. Твердим гравцем основного складу команди ніколи не був. Став першим гравцем «Ференцвароша», який вийшов на заміну. Відбулось це у 1921 році у товариській грі проти польської «Краковії», коли Маткович замінив Ференца Хегера.
Виступав у команді до 1926 року, але до двох найбільших успіхів клубу у цей час не причетний, адже не зіграв жодного матчу ні у переможному для команди розіграші кубка 1922 року, ні у чемпіонському сезоні 1925-26 років, протягом якого Келемен зіграв лише у п'яти товариських матчах.
У 1924 році зіграв три гри у складі збірної Угорщина-B, два з них проти збірної Бельгії (0:1, 1:0) і один проти збірної міста Кельн (1:3).
Загалом у складі «Ференцвароша» у 1920—1926 роках зіграв 80 матчів і забив 2 голи. 

## Титули і досягнення
- Срібний призер Чемпіонату Угорщини: 1921–22, 1923–24, 1924–25
- Бронзовий призер Чемпіонату Угорщини: 1919–20, 1920–21, 1922–23